# Casa del General Santander
La Casa Natal de Francisco de Paula Santander es el lugar donde nació Francisco José de Paula Santander Omaña un 2 de abril de 1792 y quien vivió en ella hasta los 13 años de edad, cuando se va a estudiar a Santafé de Bogotá en el Colegio de San Bartolomé. Esta casa se encuentra ubicada en el municipio de Villa del Rosario, precisamente en la Autopista Internacional Vía San Antonio Km 6. Actualmente es un museo que conserva algunas objetos y vestimentas pertenecientes a Santander. Fue declarado Monumento Nacional según la ley 164 del 30 de diciembre de 1959.

## Historia

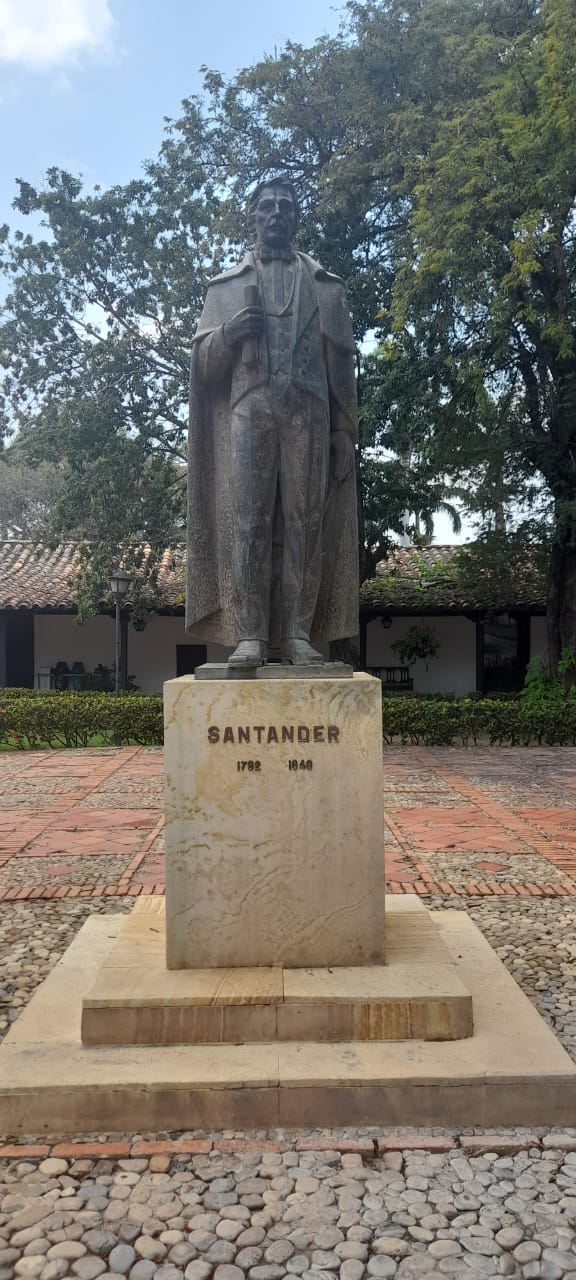
Estatua dentro de la Casa General Santander

Llamada la Casa del Altillo, situada 200 metros al norte de la plaza principal de la antigua población. Sus primeras letras se las enseño en esta Villa la profesora Bárbara Chávez. El primer poseedor de esta casa fue el señor don Francisco García, quien le dejó la casa a sus hijos. Estos la transfirieron a don Juan Agustín Santander y Colmenares desde antes de 1.783. 
En 1792 nace Francisco de Paula Santander en este lugar
Agustín Santander (padre de Santander), muere en 1808 y esta queda al frente de la haciendo a Eugenio Santander (medio hermano de Francisco de Paula).
Según expediente de capellanía la propiedad de la familia Santander es rematada en subasta y la adquiere don Francisco Antonio Quiroz, el 29 de octubre de 1831.
Cuando el General Santander se hallaba desterrado en Europa y su hermana Josefa residía en Bogotá, don Francisco Quiroz la vende a doña Buenaventura Castro por 5.772 pesos.
En 1851 pasaría por este lugar el Viajero Manuel Ancizar junto a la Comisión de Corografía, y en su libro Peregrinación de Alpha, describe a esta casa y a su propietaria de la siguiente manera:

La casa en que jugaba cuando infante, los árboles que le vieron crecer y ensayar sus fuerzas, pertenecen hoy a una señora llana y amable que la vive con su familia, propietaria de la hacienda, y tan ajena de darle importancia como lugar histórico, que no sabía con certeza en cuál de los dos cuartos, el alto o el bajo, había nacido Santander.
Manuel Ancizar

Buenaventura Castro la vende con otros terrenos y una casa en la vecina población de San Antonio del Táchira por 13 000 pesos, al señor Eliseo Suárez el 15 de marzo de 1867, quedaron en la escritura pública como Hacienda Santander.
Por causa del terremoto de 1875 la casa quedó destruida y fue reconstruida por él en el mismo sitio y con igual estructura, excepto el altillo de la esquina. El 10 de enero de 1858 nace en esta misma casa el célebre matemático e ingeniero Manuel Antonio Rueda Jara.
El 1 de mayo de 1904 fallece don Eliseo Suárez y la hereda su hijo el médico Alberto Camilo Suárez quien fuera además ministro de correos y telégrafos durante la administración del presidente Enrique Olaya Herrera y vicepresidente del ferrocarril de San José de Cúcuta.
Por Ley 164 de 1.959 sancionada por el presidente Alberto Lleras Camargo, la casa fue declarada Monumento Nacional y se autorizó a la nación para comprarla.
El 19 de agosto de 1963 mediante la escritura pública número 1.275 de la Notaría Primera de Cúcuta, doña Alicia Peñaranda Arenas de Suárez, su viuda la vende a la nación por 340.000 pesos.
En 1971 fue restaurada por la Corporación Nacional de Turismo y le fue agregado el altillo para guardar relación con la original, de acuerdo a lo descrito por Manuel Ancizar en su libro “Peregrinación de Alpha”.
Actualmente la administración y mantenimiento del Complejo histórico está a cargo de la Fundación Quinta con Quinta